# Europameisterschaften der Rhythmischen Sportgymnastik 2014
| 30. Europameisterschaften der Rhythmischen Sportgymnastik | 30. Europameisterschaften der Rhythmischen Sportgymnastik |
| --------------------------------------------------------- | --------------------------------------------------------- |
| Veranstaltungsort                                         | Baku (Aserbaidschan)                                      |
| Teilnehmende Länder                                       | 33                                                        |
| Teilnehmende Athleten                                     | 240                                                       |
| Wettbewerbe                                               | 9                                                         |
| Eröffnung                                                 | 13. Juni 2014                                             |
| Abschluss                                                 | 15. Juni 2014                                             |
| Chronik                                                   |                                                           |
| ← EM 2013                                                 | EM 2015 →                                                 |

Die 30. Europameisterschaften der Rhythmischen Sportgymnastik (offiziell 30th European Rhythmic Gymnastics Championships) fanden vom 13. bis 15. Juni 2014 in Baku in der National Gymnastics Arena statt. Nach 2009 fanden zum zweiten Mal die Europameisterschaften in Baku statt.

## Programm und Zeitplan
| Datum         | Uhrzeit       | Seniorinnen Gruppen                                                        | Juniorinnen                                                    |
| ------------- | ------------- | -------------------------------------------------------------------------- | -------------------------------------------------------------- |
| Fr., 13. Juni | 09:30 – 11:30 |                                                                            | Wettbewerb 1. Gruppe A (Reifen + Ball)                         |
| Fr., 13. Juni | 11:50 – 13:50 |                                                                            | Wettbewerb Gruppe B (Reifen + Ball)                            |
| Fr., 13. Juni | 14:45 – 16:30 |                                                                            | Wettbewerb Gruppe C (Reifen + Ball)                            |
| Fr., 13. Juni | 17:00 – 17:55 | Eröffnungszeremonie                                                        | Eröffnungszeremonie                                            |
| Fr., 13. Juni | 17:55 – 20:45 | Wettbewerb (abwechselnd 10 Keulen/3 Ball + 2 Band)                         |                                                                |
| Fr., 13. Juni | 20:45         | Preisverleihung                                                            |                                                                |
| Sa., 14. Juni | 09:30 – 11:30 |                                                                            | Wettbewerb Gruppe B (Keulen + Band)                            |
| Sa., 14. Juni | 11:50 – 13:50 |                                                                            | Wettbewerb Gruppe C (Keulen + Band)                            |
| Sa., 14. Juni | 14:30 – 16:30 |                                                                            | Wettbewerb Gruppe A (Keulen + Band)                            |
| Sa., 14. Juni | 16:30 – 17:00 |                                                                            | Preisverleihung                                                |
| Sa., 14. Juni | 17:00 – 19:00 | Wettbewerb Gruppe B Start Nr. 11–20                                        |                                                                |
| Sa., 14. Juni | 19:15 – 21:15 | Wettbewerb Gruppe A Start Nr. 01–10                                        |                                                                |
| Sa., 14. Juni | 21:15         | Preisverleihung                                                            |                                                                |
| So., 15. Juni | 12:00 – 13:00 |                                                                            | Wettbewerb Finale (Reifen + Ball) anschließend Preisverleihung |
| So., 15. Juni | 13:00 – 14:00 |                                                                            | Wettbewerb Finale (Keulen + Band) anschließend Preisverleihung |
| So., 15. Juni | 14:30 – 16:20 | Wettbewerb Finale (10 Keulen/3 Ball + 2 Band) anschließend Preisverleihung |                                                                |
| So., 15. Juni | 16:30         | Gala & Abschlussfeier                                                      | Gala & Abschlussfeier                                          |

## Teilnehmerinnen
| 240 Sportlerinnen aus 33 Ländern | 240 Sportlerinnen aus 33 Ländern                                                                                   | 240 Sportlerinnen aus 33 Ländern                                                                                 |
| --- | --- | --- |
| - Andorra - Aserbaidschan - Belgien - Bulgarien - Deutschland - Estland - Finnland - Frankreich - Georgien - Griechenland - Italien | - Israel - Kroatien - Lettland - Litauen - Moldau - Norwegen - Österreich - Polen - Portugal - Rumänien - Russland | - Schweiz - Serbien - Slowenien - Slowakei - Spanien - Tschechien - Türkei - Ukraine - Ungarn - Belarus - Zypern |

## Ergebnisse Seniorinnen

### Einzelmehrkampf
| Rang | Athletin            | Reifen | Ball   | Keulen | Band   | Gesamt |
| ---- | ------------------- | ------ | ------ | ------ | ------ | ------ |
|      | Jana Kudrjawzewa    | 18.700 | 17.433 | 18.800 | 18.566 | 73.499 |
|      | Melizina Stanjuta   | 18.266 | 18.200 | 17.850 | 18.100 | 72.416 |
|      | Hanna Risatdinowa   | 18.083 | 18.066 | 18.000 | 17.500 | 71.649 |
| 4    | Neta Rivkin         | 17.950 | 17.816 | 18.033 | 17.800 | 71.599 |
| 5    | Margarita Mamun     | 16.000 | 18.466 | 16.716 | 18.533 | 69.715 |
| 6    | Marina Durunda      | 17.733 | 17.566 | 16.950 | 17.425 | 69.674 |
| 7    | Kazjaryna Halkina   | 17.366 | 17.283 | 17.100 | 17.266 | 69.015 |
| 8    | Kseniya Moustafaeva | 17.025 | 17.600 | 17.600 | 16.550 | 68.775 |
| 9    | Salome Phajava      | 16.850 | 16.833 | 17.400 | 17.233 | 68.316 |
| 10   | Carolina Rodríguez  | 16.783 | 17.050 | 16.833 | 16.766 | 67.432 |

| Rang | Athletin                     | Reifen | Ball   | Keulen | Band   | Gesamt |
| ---- | ---------------------------- | ------ | ------ | ------ | ------ | ------ |
| 11   | Mariya Mateva                | 17.033 | 16.675 | 16.950 | 16.766 | 67.424 |
| 12   | Victoria Veinberg Filanovsky | 17.066 | 16.816 | 17.033 | 16.183 | 67.098 |
| 13   | Neviana Vladinova            | 17.150 | 16.866 | 16.616 | 16.416 | 67.048 |
| 14   | Wiktorija Masur              | 15.983 | 17.233 | 16.416 | 16.950 | 66.582 |
| 15   | Gulsum Shafizada             | 17.000 | 16.033 | 16.500 | 16.883 | 66.416 |
| 16   | Varvara Filiou               | 15.366 | 17.266 | 17.116 | 16.433 | 66.181 |
| 17   | Nicol Ruprecht               | 16.800 | 16.333 | 16.050 | 16.600 | 65.783 |
| 18   | Alexandra Piscupescu         | 14.725 | 16.025 | 16.266 | 16.900 | 63.916 |
| 19   | Dora Vass                    | 15.666 | 16.016 | 15.900 | 14.791 | 62.373 |
| 20   | Natascha Wegscheider         | 15.825 | 15.266 | 15.858 | 14.625 | 61.574 |

### Gruppenmehrkampf
| Rang | Gruppen       | 5      | 3 2    | Gesamt |
| ---- | ------------- | ------ | ------ | ------ |
|      | Russland      | 18.366 | 18.200 | 36.566 |
|      | Italien       | 17.366 | 17.383 | 34.749 |
|      | Israel        | 17.333 | 17.050 | 34.383 |
| 4    | Bulgarien     | 17.666 | 16.633 | 34.299 |
| 5    | Spanien       | 17.358 | 16.733 | 34.091 |
| 6    | Aserbaidschan | 17.350 | 16.700 | 34.050 |
| 7    | Frankreich    | 16.566 | 16.516 | 33.082 |
| 8    | Ukraine       | 16.033 | 16.850 | 32.883 |
| 9    | Schweiz       | 16.566 | 15.750 | 32.316 |
| 10   | Griechenland  | 16.666 | 15.233 | 31.899 |
| 11   | Deutschland   | 16.700 | 15.041 | 31.741 |

| Rang | Gruppen    | 5      | 3 2    | Gesamt |
| ---- | ---------- | ------ | ------ | ------ |
| 12   | Finnland   | 16.016 | 15.575 | 31.591 |
| 13   | Lettland   | 15.533 | 14.133 | 29.666 |
| 14   | Polen      | 15.708 | 13.325 | 29.033 |
| 15   | Ungarn     | 14.325 | 14.475 | 28.800 |
| 16   | Tschechien | 14.783 | 13.075 | 27.858 |
| 17   | Belarus    | 17.400 | 10.400 | 27.800 |
| 18   | Österreich | 13.850 | 13.916 | 27.766 |
| 19   | Türkei     | 14.525 | 12.716 | 27.241 |
| 20   | Portugal   | 14.333 | 12.750 | 27.083 |
| 21   | Slowakei   | 13.566 | 12.816 | 26.382 |

### Gerätefinals
| Rang | Gruppen       | 5 Punkte |
| ---- | ------------- | -------- |
|      | Bulgarien     | 17.766   |
|      | Russland      | 17.633   |
|      | Spanien       | 17.550   |
| 4    | Belarus       | 17.483   |
| 5    | Italien       | 17.433   |
| 6    | Aserbaidschan | 17.166   |
| 7    | Israel        | 16.383   |
| 8    | Deutschland   | 15.100   |

| Rang | Gruppen       | 3 2 Punkte |
| ---- | ------------- | ---------- |
|      | Russland      | 18.366     |
|      | Aserbaidschan | 17.650     |
|      | Bulgarien     | 17.583     |
| 4    | Israel        | 17.500     |
| 5    | Spanien       | 17.400     |
| 6    | Italien       | 17.283     |
| 7    | Frankreich    | 15.733     |
| 8    | Ukraine       | 13.100     |

## Ergebnisse Juniorinnen

### Mannschaftsmehrkampf
| Rang                       | Land          | Athletin               | Reifen | Ball   | Keulen | Band   | Punkte | Gesamt |
| -------------------------- | ------------- | ---------------------- | ------ | ------ | ------ | ------ | ------ | ------ |
|                            | Russland      | Julija Brawikowa       | 16.283 |        | 15.600 |        | 31.883 | 96.815 |
| Weronika Poljakowa         | Russland      | 13.950                 |        |        | 15.933 | 29.883 |        | 96.815 |
| Olessja Petrowa            | Russland      |                        | 16.033 | 16.266 |        | 32.299 |        | 96.815 |
| Irina Annenkowa            | Russland      |                        | 16.100 |        | 16.200 | 32.300 |        | 96.815 |
|                            | Belarus       | Mariya Trubach         | 15.333 | 15.916 | 16.000 |        | 47.249 | 94.715 |
| Stefaniya-Sofiya Manakhava | Belarus       |                        | 15.566 |        | 15.375 | 30.941 |        | 94.715 |
| Anastasiya Rybakova        | Belarus       | 16.108                 |        | 15.750 | 14.616 | 46.474 |        | 94.715 |
|                            | Aserbaidschan | Zhala Piriyeva         | 16.100 | 15.366 | 15.983 | 16.116 | 63.565 | 94.364 |
| Zuleykha Ismayilova        | Aserbaidschan | 15.083                 | 15.266 | 15.191 | 15.533 | 61.073 |        | 94.364 |
| 4                          | Bulgarien     | Borjana Kalejn         | 15.166 | 15.600 |        | 13.908 | 44.674 | 91.348 |
| 4                          | Bulgarien     | Katerina Marinowa      | 15.566 |        | 15.650 | 14.616 | 45.832 | 91.348 |
| 4                          | Bulgarien     | Erika Zafirova         |        | 14.750 | 11.100 |        | 25.850 | 91.348 |
| 5                          | Ukraine       | Walerija Chanina       |        | 14.858 |        | 14.983 | 29.841 | 89.182 |
| 5                          | Ukraine       | Diana Myzherytska      | 15.000 |        | 14.525 | 14.616 | 29.525 | 89.182 |
| 5                          | Ukraine       | Yana Yarosh            |        | 14.533 |        | 14.500 | 29.033 | 89.182 |
| 5                          | Ukraine       | Mariia Mulyk           | 15.033 |        | 14.775 |        | 29.808 | 89.182 |
| 6                          | Italien       | Maria Vilucchi         | 14.516 | 14.500 |        |        | 29.016 | 89.123 |
| 6                          | Italien       | Ginevra Fiore Parrini  | 14.641 |        | 11.916 |        | 26.557 | 89.123 |
| 6                          | Italien       | Letizia Cicconcelli    |        | 15.333 |        | 15.275 | 30.608 | 89.123 |
| 6                          | Italien       | Arianna Malavasi       |        |        | 14.858 | 14.100 | 28.958 | 89.123 |
| 7                          | Israel        | Linoy Ashram           | 15.666 | 15.716 | 15.283 | 14.400 | 61.065 | 87.189 |
| 7                          | Israel        | Jennifer Goldman       | 12.583 |        | 13.191 |        | 25.774 | 87.189 |
| 7                          | Israel        | Naomi Malamud          |        | 12.933 |        | 10.650 | 23.583 | 87.189 |
| 8                          | Finnland      | Rebecca Gergalo        |        | 14.816 | 14.600 | 14.050 | 43.466 | 86.766 |
| 8                          | Finnland      | Alesia Kolomainen      | 13.841 | 14.500 | 14.500 |        | 42.841 | 86.766 |
| 8                          | Finnland      | Helena Hirvonen        | 14.100 |        |        | 14.250 | 28.350 | 86.766 |
| 9                          | Griechenland  | Eleni Kelaiditi        | 14.800 | 14.983 | 14.050 | 15.400 | 59.233 | 86.741 |
| 9                          | Griechenland  | Georgia Martha         | 13.500 | 11.966 | 13.300 | 14.008 | 52.774 | 86.741 |
| 10                         | Rumänien      | Ana Luiza Filiorianu   | 15.133 | 13.633 | 15.000 | 14.250 | 58.016 | 85.849 |
| 10                         | Rumänien      | Andreea Verdes         | 13.008 | 12.416 | 13.900 | 13.933 | 53.257 | 85.849 |
| 11                         | Ungarn        | Alexandra Kis          |        | 14.508 | 14.916 |        | 29.424 | 85.373 |
| 11                         | Ungarn        | Fanni Pigniczki        |        | 13.683 |        | 13.216 | 26.899 | 85.373 |
| 11                         | Ungarn        | Borbála Szakály        | 13.966 |        | 14.200 |        | 28.166 | 85.373 |
| 11                         | Ungarn        | Míra Váray             | 13.166 |        |        | 14.100 | 27.266 | 85.373 |
| 12                         | Estland       | Lana Frolova           |        | 13.200 | 14.133 |        | 27.333 | 83.440 |
| 12                         | Estland       | Vasilina Kuksova       | 13.800 |        |        | 13.391 | 27.191 | 83.440 |
| 12                         | Estland       | Janika Vartlaan        | 13.800 | 13.250 | 14.466 | 13.850 | 55.366 | 83.440 |
| 13                         | Belgien       | Anais Collin           | 14.316 | 14.266 | 14.416 | 13.941 | 56.939 | 83.430 |
| 13                         | Belgien       | Kaat Wyers             | 12.966 | 13.350 | 13.141 | 12.466 | 51.923 | 83.430 |
| 14                         | Georgien      | Victoria Shelia        | 14.200 | 12.700 | 13.275 | 14.000 | 54.175 | 82.900 |
| 14                         | Georgien      | Elina Valieva          | 14.400 |        | 14.225 |        | 28.625 | 82.900 |
| 14                         | Georgien      | Ninia Rokhvadze        |        | 12.766 |        | 12.800 | 25.566 | 82.900 |
| 15                         | Moldau        | Iulia Pestusco         | 12.033 | 13.266 |        |        | 25.299 | 82.781 |
| 15                         | Moldau        | Alexandra Dogotari     |        |        | 13.516 | 13.333 | 26.849 | 82.781 |
| 15                         | Moldau        | Nicoleta Dulgheru      | 14.525 | 13.591 | 14.550 | 11.866 | 54.532 | 82.781 |
| 16                         | Polen         | Angela Kosoulieva      |        | 13.191 |        | 14.200 | 27.391 | 81.848 |
| 16                         | Polen         | Natalia Koziol         | 12.150 |        | 14.291 |        | 26.441 | 81.848 |
| 16                         | Polen         | Julia Wiśniewska       | 12.583 |        | 13.050 |        | 25.633 | 81.848 |
| 16                         | Polen         | Sonia Pijanowska       |        | 13.216 |        | 13.900 | 27.116 | 81.848 |
| 17                         | Lettland      | Karolina Mizune        |        | 13.166 | 13.550 | 13.083 | 39.799 | 81.581 |
| 17                         | Lettland      | Arina Leina            | 13.383 |        | 13.725 |        | 27.108 | 81.581 |
| 17                         | Lettland      | Laima Lipkina          | 13.666 | 13.391 |        | 13.866 | 40.923 | 81.581 |
| 18                         | Deutschland   | Alexandra Tikhonovich  | 13.250 | 12.908 | 13.725 | 12.925 | 52.808 | 81.449 |
| 18                         | Deutschland   | Lea Tkaltschewitsch    | 14.166 | 13.125 | 13.933 | 13.250 | 54.474 | 81.449 |
| 19                         | Türkei        | Ecem Çankaya           | 13.683 | 13.966 | 14.000 | 14.083 | 55.732 | 81.215 |
| 19                         | Türkei        | Guler Kir              | 12.700 |        |        | 12.450 | 25.150 | 81.215 |
| 19                         | Türkei        | Selen Bektas           |        | 12.533 | 12.783 |        | 25.316 | 81.215 |
| 20                         | Frankreich    | Camille Ay             | 13.050 | 12.466 | 13.933 | 14.066 | 53.515 | 81.089 |
| 20                         | Frankreich    | Clara Delena           | 12.516 | 11.775 |        |        | 24.291 | 81.089 |
| 20                         | Frankreich    | Axelle Jovenin         |        |        | 13.583 | 13.941 | 27.524 | 81.089 |
| 21                         | Tschechien    | Denisa Kobylková       |        | 12.216 | 13.416 |        | 25.632 | 80.997 |
| 21                         | Tschechien    | Anna Tomkova           | 13.066 | 12.308 |        |        | 25.374 | 80.997 |
| 21                         | Tschechien    | Daniela Němečková      | 13.316 |        | 13.633 |        | 26.949 | 80.997 |
| 21                         | Tschechien    | Belinda Konigova       |        |        | 13.750 | 13.816 | 27.566 | 80.997 |
| 22                         | Spanien       | Quiles Fernandez       |        |        | 12.041 | 12.658 | 24.699 | 78.907 |
| 22                         | Spanien       | Alba Sarrias Cecilia   |        | 13.450 |        | 12.083 | 25.533 | 78.907 |
| 22                         | Spanien       | Clara Esquerdo Fossas  | 13.216 |        | 12.625 |        | 25.841 | 78.907 |
| 22                         | Spanien       | Paula Gomez Jorquera   | 14.175 | 12.783 |        |        | 26.958 | 78.907 |
| 23                         | Slowenien     | Iza Zorec              | 11.925 |        | 12.033 |        | 23.958 | 78.341 |
| 23                         | Slowenien     | Taja Karner            | 12.950 | 12.766 |        |        | 25.716 | 78.341 |
| 23                         | Slowenien     | Aleksandra Podgorsek   |        | 13.000 |        | 13.250 | 26.250 | 78.341 |
| 23                         | Slowenien     | Aja Jerman Bukavec     |        |        | 13.250 | 13.125 | 26.375 | 78.341 |
| 24                         | Zypern        | Myrofora Siamptani     | 12.691 | 11.100 | 12.833 | 11.250 | 47.874 | 77.697 |
| 24                         | Zypern        | Diamanto Evripidou     | 13.433 |        | 13.766 |        | 27.199 | 77.697 |
| 24                         | Zypern        | Anna Valentina Kelis   |        | 12.533 |        | 12.441 | 24.974 | 77.697 |
| 25                         | Litauen       | Deimena Spucyte        | 12.316 | 11.758 |        | 12.275 | 36.349 | 77.357 |
| 25                         | Litauen       | Veronika Proncenko     | 12.875 |        | 13.191 | 13.525 | 39.591 | 77.357 |
| 25                         | Litauen       | Danguole Udraite       |        | 11.658 | 13.175 |        | 24.833 | 77.357 |
| 26                         | Österreich    | Noelle Breuss          | 12.650 | 12.225 | 13.050 | 12.616 | 50.541 | 76.016 |
| 26                         | Österreich    | Anastasia Potemkina    | 12.675 | 11.850 | 12.800 | 12.133 | 49.458 | 76.016 |
| 27                         | Slowakei      | Alexandra Cechova      |        |        | 11.200 | 11.975 | 23.175 | 73.807 |
| 27                         | Slowakei      | Karolina Turciakova    | 12.558 |        |        | 11.625 | 24.183 | 73.807 |
| 27                         | Slowakei      | Laura Baranova         |        | 10.225 | 12.950 |        | 23.175 | 73.807 |
| 27                         | Slowakei      | Kristina Pritzova      | 11.966 | 12.733 |        |        | 24.699 | 73.807 |
| 28                         | Portugal      | Dos Vieira Santos      | 11.833 | 12.508 | 12.458 | 12.725 | 49.524 | 73.281 |
| 28                         | Portugal      | Beatriz Luis Santos    |        | 11.108 | 12.116 |        | 23.224 | 73.281 |
| 28                         | Portugal      | Sousa de e Silva       | 11.466 |        |        | 11.641 | 23.107 | 73.281 |
| 29                         | Serbien       | Ivo Andrić             |        |        | 11.658 | 12.000 | 23.658 | 71.557 |
| 29                         | Serbien       | Sanja Maksimovic       |        | 10.933 |        | 10.858 | 21.791 | 71.557 |
| 29                         | Serbien       | Stasa Radulovic        | 12.416 | 11.775 |        |        | 24.191 | 71.557 |
| 29                         | Serbien       | Tamara Obradovic       | 11.358 |        | 12.350 |        | 23.708 | 71.557 |
| 30                         | Kroatien      | Mia Vidaković          |        | 11.016 | 11.025 |        | 22.041 | 70.907 |
| 30                         | Kroatien      | Laura Božić            | 12.033 | 12.616 |        | 11.558 | 36.207 | 70.907 |
| 30                         | Kroatien      | Rea Strnad             | 11.625 |        | 10.850 | 12.050 | 34.525 | 70.907 |
| 31                         | Norwegen      | Emilie Swensen         | 11.733 | 12.166 | 11.700 | 11.033 | 46.632 | 70.273 |
| 31                         | Norwegen      | Karoline Wennberg      | 10.983 | 12.050 | 11.591 | 9.616  | 44.240 | 70.273 |
| 32                         | Andorra       | Jessica Pereira Cascao |        | 9.516  | 9.416  | 9.133  | 28.065 | 58.189 |
| 32                         | Andorra       | Andrea Ramos           | 10.766 |        | 8.758  | 9.075  | 28.599 | 58.189 |
| 32                         | Andorra       | Judith Flinch          | 11.625 | 8.925  |        |        | 19.208 | 58.189 |

### Gerätefinals
| Rang | Athletin             | Punkte |
| ---- | -------------------- | ------ |
|      | Julija Brawikowa     | 16.750 |
|      | Zhala Piriyeva       | 16.300 |
|      | Anastasiya Rybakova  | 15.775 |
| 4    | Katerina Marinowa    | 15.700 |
| 5    | Linoy Ashram         | 15.658 |
| 6    | Mariia Mulyk         | 15.300 |
| 7    | Ana Luiza Filiorianu | 15.200 |
| 8    | Eleni Kelaiditi      | 13.950 |

| Rang | Athletin            | Punkte |
| ---- | ------------------- | ------ |
|      | Irina Annenkowa     | 16.300 |
|      | Maryia Trubach      | 16.016 |
|      | Katerina Marinowa   | 15.950 |
| 4    | Linoy Ashram        | 15.816 |
| 5    | Walerija Chanina    | 15.466 |
| 6    | Letizia Cicconcelli | 15.450 |
| 7    | Zhala Piriyeva      | 15.200 |
| 8    | Eleni Kelaiditi     | 14.675 |

| Rang | Athletin             | Punkte |
| ---- | -------------------- | ------ |
|      | Olessja Petrowa      | 16.450 |
|      | Maryia Trubach       | 16.200 |
|      | Linoy Ashram         | 15.700 |
| 4    | Katerina Marinowa    | 15.575 |
| 5    | Ana Luiza Filiorianu | 15.500 |
| 6    | Zhala Piriyeva       | 15.183 |
| 7    | Arianna Malavasi     | 14.933 |
| 8    | Alexandra Kis        | 14.700 |

| Rang | Athletin                   | Punkte |
| ---- | -------------------------- | ------ |
|      | Irina Annenkowa            | 15.816 |
|      | Walerija Chanina           | 15.750 |
|      | Linoy Ashram               | 15.650 |
| 4    | Eleni Kelaiditi            | 15.566 |
| 5    | Stefaniya-Sofiya Manakhava | 15.300 |
| 6    | Katerina Marinowa          | 15.033 |
| 7    | Letizia Cicconcelli        | 14.900 |
| 8    | Zhala Piriyeva             | 14.233 |